# Бузька сільська рада (Новоодеський район)
Бу́зька сільська́ ра́да — колишній орган місцевого самоврядування в Новоодеському районі Миколаївської області. Адміністративний центр — село Бузьке.

## Загальні відомості
- Населення ради: 1 529 осіб (станом на 2001 рік)

## Населені пункти
Сільській раді були підпорядковані населені пункти:
- с. Бузьке

## Склад ради
Рада складалася з 16 депутатів та голови.
- Голова ради: Хомик Василь Ярославович
- Секретар ради: Столяр Світлана Яківна

### Керівний склад попередніх скликань
| Прізвище, ім'я, по батькові | Основні відомості                                                                     | Дата обрання | Дата звільнення |
| --------------------------- | ------------------------------------------------------------------------------------- | ------------ | --------------- |
| Якушева Надія Іванівна      | Сільський голова, 1953 року народження, позапартійна                                  | 26.03.2006   | 01.05.2007      |
| Хомик Василь Ярославович    | Сільський голова, 1973 року народження, освіта середня загальна, безпартійний         | 05.08.2007   | 31.10.2010      |
| Хомик Василь Ярославович    | Сільський голова, 1973 року народження, освіта середня загальна, член Партії регіонів | 31.10.2010   |                 |

Примітка: таблиця складена за даними сайту Верховної Ради України

## Населення
Згідно з переписом УРСР 1989 року чисельність наявного населення села становила 1678 осіб, з яких 780 чоловіків та 898 жінок.
За переписом населення України 2001 року в селі мешкало 1506 осіб.

### Мова
Розподіл населення за рідною мовою за даними перепису 2001 року:
| Мова       | Відсоток |
| ---------- | -------- |
| українська | 91,82 %  |
| російська  | 5,49 %   |
| молдовська | 1,96 %   |
| білоруська | 0,26 %   |
| інші       | 0,47 %   |